# Лехлін
Лехлін (пол. Lechlin) — село в Польщі, у гміні Скоки Вонґровецького повіту Великопольського воєводства.
Населення — 358 осіб (2011).
У 1975-1998 роках село належало до Познанського воєводства.

## Демографія
Демографічна структура станом на 31 березня 2011 року:
|          | Загалом | Допрацездатний вік | Працездатний вік | Постпрацездатний вік |
| -------- | ------- | ------------------ | ---------------- | -------------------- |
| Чоловіки | 171     | 33                 | 123              | 15                   |
| Жінки    | 187     | 46                 | 113              | 28                   |
| Разом    | 358     | 79                 | 236              | 43                   |